# Posiadłość Blackwood
Posiadłość Blackwood (tytuł oryg. Blackwood Farm) – dziewiąty tom cyklu Kroniki wampirów amerykańskiej pisarki Anne Rice wydany w 2002 roku. 

## Fabuła
Ta część bestsellerowego cyklu opowiada historię życia, a potem śmierci, dziedzica ogromnej posiadłości zamieszkanej przez duchy, Tarquina Blackwooda (Quinna). Chłopiec, którego całe życie nawiedzały upiory, nie zdaje sobie sprawy z niebezpieczeństwa, jakie niesie ze sobą postępowanie wbrew ich woli. Pozbawiony towarzystwa rówieśników, za jedynego towarzysza zabaw ma zjawę Goblina, który jednak nie jest tym, kim się wydaje.
Quinn udaje się po pomoc do Lestata, któremu opowiada swoją historię. Lestat i Merrick pomagają mu egzorcyzmować Goblina, ale Merrick ginie w płomieniach. Wyjaśnia się, że Goblin tak naprawdę jest zmarłym tuż po urodzeniu bratem-bliźniakiem Quinna – "zwierciadlanym bliźniakiem".